# Clarence Ashley

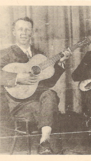
Clarence Ashley um 1930

Clarence „Tom“ Ashley (* 29. September 1895 in Bristol, Tennessee; † 2. Juni 1967 in Winston-Salem, North Carolina) war ein US-amerikanischer Old-Time- und Folksänger, dessen Karriere Mitte der 1920er-Jahre begann. Sein bekanntester Song ist Coo Coo Bird.

## Leben

### Kindheit und Anfänge
Clarence Ashleys Vorfahren kamen noch vor 1800 aus Europa in die USA, wo sie sich zuerst in Virginia und später in North Carolina niederließen. Ashleys Mutter, Rose-Belle, heiratete 1894 Ashleys Vater George McCurry, der zu der Zeit aber bereits mit anderen Frauen verheiratet war. Als McCurrys polygamer Lebensstil bekannt wurde, ließ sich seine Frau wieder scheiden und zog zu ihrem Vater Enoch Ashley. Kurz danach, 1895, kam ihr Sohn Clarence Earle McCurry zur Welt, der bald den Namen seiner Mutter bzw. seines Großvaters annahm.
Ashley war ein lebhaftes Kind, daher gab sein Großvater ihm den Spitznamen „Tommy Tiddy Waddy“, aus dem mit der Zeit einfach „Tom“ wurde. Als junger Mann war er allgemein als Thomas Clarence Ashley bekannt. 1899 zog die Familie von Bristol, Tennessee, nach Mountain City. Mit acht Jahren lernte Ashley von seinen beiden Tanten Banjo zu spielen und erlernte später auch Gitarre. Mit 16 Jahren schloss er sich einer Medicine Show an, die in Mountain City Halt gemacht hatte. Zwischen 1911 und 1943 zog er jeden Sommer mit dieser Show durch die Lande und unterhielt die Leute. Hier entwickelte er seine afroamerikanische Sketchfigur „Rastus“. Ashley malte sich dazu sein Gesicht schwarz an; diese Art von Komik wurde Blackface genannt, heute wird sie als verletzend angesehen.

### Karriere

#### 1925 bis 1933
Seitdem Ashley sich der Medicine Show angeschlossen hatte, verdiente er seinen Lebensunterhalt mit Musik. Den Rest des Jahres spielte er auf Veranstaltungen rund um North Carolina, Tennessee und Virginia mit verschiedenen Musikern wie G.B. Grayson, den Greel Sisters und den Cook Sisters. Mit 17 Jahren heiratete Ashley die 14-jährige Hettie Osborne, mit der er sich ein Grundstück in Shouns, Tennessee, kaufte.

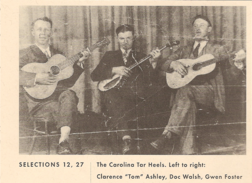
Clarence Ashley (links) als Mitglied der Carolina Tar Heels

Soloaufnahmen machte Ashley jedoch erst, als er zusammen mit Byrd Moore und Clarence Green einige Aufnahmen für Columbia Records gemacht hatte. Nach einer Session dieser Gruppe im Oktober 1929 spielte Ashley einige Stücke ein, darunter auch Coo Coo Bird. Nach weiteren Aufnahmen in New York bot Columbia ihm einen Vertrag an, jedoch lehnte Ashley ab, da er der Ansicht war, dass die anderen Bandmitglieder auch einen bekommen sollten.
1925 traf Ashley den Musiker Doc Walsh, mit dem er in der Band The Carolina Tar Heels spielte. Diese Band nahm zwischen 1925 und 1932 an die 18 Songs auf. 1931 machte Ashley Aufnahmen mit den Blue Ridge Mountain Entertainers und zwischen 1930 und 1933 spielte Ashley viel mit Gwen Foster zusammen und veröffentlichte mit ihm einige Singles bei der American Record Corporation. Es waren die letzten Aufnahmen für eine lange Zeit. Es wird angenommen, dass Ashley aufgrund der Wirtschaftskrise nach 1933 keine Singles mehr einspielte.

#### Karrierepause
Die Depression machte auch Ashley und seiner Familie zu schaffen. Mit Musik konnte man kein Geld mehr verdienen und Ashley zog für kurze Zeit nach West Virginia, wo er in einer Mine arbeitete. Nach acht Monaten kehrte er wieder nach Tennessee zurück und ernährte seine Familie durch kleine Gelegenheitsarbeiten und als Lastwagenfahrer.
In den 1940er-Jahren verbesserte sich Ashleys Lage. Er wurde von Charlie Monroe für seine Band, die Kentucky Partners, angeheuert und mimte auch den Komiker für die Band. In den späten 1940er-Jahren versteifte sich ein Finger an seiner rechten aufgrund einer Verletzung und Ashley gab das Banjo und die Gitarre auf. Trotzdem besuchte er weiterhin Fiddler’s Conventions und gab seine Kenntnisse über die Musik gerne an jüngere Musiker weiter.

#### Folkrevival
1960 traf Ashley den Folkpromoter Ralph Rinzler. Rinzler war ein großer Bewunderer von Ashleys Aufnahmen aus den 1920er-Jahren, die er unter dem Namen Clarence Ashley gemacht hatte, sich Rinzler aber als Tom Ashley vorstellte. Rinzler fragte, ob er Clarence Ashley kannte und erzählte ihm von seiner Bewunderung. Ashley gab sich daraufhin zu erkennen und Rinzler konnte ihn überzeugen, wieder einige Aufnahmen zu machen. Im September spielte Ashley mit Unterstützung des Gitarristen Doc Watson einige Songs in seiner Heimatstadt ein. Er begann wieder Banjo zu spielen und nahm zwei Alben für Folkways Records auf. Es folgte ein erfolgreiches Comeback und Ashley erlangte unter dem jungen Folkpublikum große Bekanntheit. Ein Auftritt in der New York Town’s Hall wurde mitgeschnitten und als Album veröffentlicht; es folgten weitere Auftritte in Chicago, Los Angeles und New York. Mit einer neuen Hintergrundband, die Gitarrist Watson und Tex Isley einschloss, ging es 1966 auch auf eine Tournee durch England.

### Tod
Ashley plante eine zweite Tournee in England, als bei ihm Krebs diagnostiziert wurde. Er starb am 2. Juni 1967 an den Folgen der Krankheit. Ashley wurde nahe seinem Haus am Fuße eines Hügels beigesetzt. Seine Frau Hettie starb 1975. Ashley hinterließ drei Kinder: seine Söhne J.D. († 1979) und Tommy sowie seine Tochter Eva († 2003).

## Diskografie

### Singles
| Jahr              | Titel                                                    | #    | Anmerkungen                                                           |
| ----------------- | -------------------------------------------------------- | ---- | --------------------------------------------------------------------- |
| Gennett Records   |                                                          |      |                                                                       |
| 1928              | Four Nights Experience / You’re a Little Too Small       |      | A-Seite als Tom Ashley                                                |
| Columbia Records  |                                                          |      |                                                                       |
| 1929              | The Coo Coo Birdⓘ / Dark Holler Blues                    |      |                                                                       |
| 1929              | Naomi Wise / Little Sadie                                |      |                                                                       |
| 1930              | Old John Hardy / The House Carpenter                     |      |                                                                       |
| Banner Records    |                                                          |      |                                                                       |
| 1931              | My Sweet Farm Girl / Haunted Road Blues                  |      |                                                                       |
| 1931              | Corrine Corrina / Short Life of Trouble                  |      | A-Seite mit W. Abernathy; B-Seite mit Clarence Greene                 |
| 1931              | Bring Me a Leaf from the Sea / I Have No Lovin' Mama Now |      | A-Seite als Blue Ridge Mountain Entertainers; B-Seite mit Gwen Foster |
| Conqueror Records |                                                          |      |                                                                       |
| 1933              | Over at Tom’s House / The Fiddler’s Contest              | 8103 |                                                                       |
| Vocalion Records  |                                                          |      |                                                                       |
| 1934              | Sideline Blues /?                                        | 2611 | mit Gwen Foster                                                       |

### Alben
- 2003: Greenback Dollar 1927–1933
- 2007: Clarence Ashley and Tex Isley